# Kessleria zimmermannii
Kessleria zimmermannii es una especie de polilla del género Kessleria, familia Yponomeutidae.
Fue descrita científicamente por Novicki en 1864.